# François Germond
Pour les articles homonymes, voir Germond.
François Germond est un comédien et dramaturge français, né le 10 mai 1943 à Genève et mort le 2 juin 2011.

## Biographie

### Origines et famille
François Germond naît le 10 mai 1943 à Genève.
Il est marié depuis le 10 mai 1995 à la comédienne Nathalie Lannuzel.

### Parcours professionnel et artistique
Il rejoint en 1964 le Théâtre de l'Atelier et y reste jusqu'en 1970.
Il enseigne le théâtre à partir de 1969, notamment dans les collèges genevois.

### Mort
François Germond meurt le 2 juin 2011 à Genève, à l'âge de 68 ans, des suites d'un cancer.
Ses obsèques ont lieu le 7 juin à Genève et sa dépouille est incinérée.

## Rôles

### Au théâtre
- 1968 : rôle du parachutiste américain Johnny Wren[2] dans Les Charognards de Robert Weingarten, mise en scène par Roger Blin au Théâtre municipal de Lausanne[6]
- 1970 : rôle principal d'Oscar dans Et à la fin était le bang de René de Obaldia, mise en scène de Gérard Carrat à la Comédie de Genève[7]
- 1978 : rôle principal d'Henry Carr[4] dans Travesties de Tom Stoppard, mise en scène d'André Steiger au Théâtre de l'Odéon[8]

### Au cinéma
- 1971 : rôle principal dans L'aube ne s'est pas encore levée d'Henry Rappaz[9]

### À la télévision
- 2007 : Jean Calas dans Voltaire et l'Affaire Calas de Francis Reusser

## Mises en scène
- 1977 : Des souris et des hommes de John Steinbeck, au Nouveau Théâtre de Poche de Genève[10]
- 1982 : Jacques et son maître de Milan Kundera, au Nouveau Théâtre de Poche de Genève[11]
- 1983 : La Route au tabac, adaptation de Jack Kirkland du roman d'Erskine Caldwell, au Théâtre de Carouge[12]
- 1983 : Un ennemi du peuple d'Henrik Ibsen, au Nouveau Théâtre de Poche de Genève[13]